# Попчук Людмила Йосипівна
Попчу́к Людми́ла Йо́сипівна (13 серпня 1952, Сенкевичівка, Горохівський район, Волинська область, УРСР) — українська поетеса, лауреат літературної премії імені Юрія Яновського (1980).

## Біографія
Людмила Йосипівна Попчук народилась 13 серпня 1952 року в селищі Сенкевичівка Горохівського району на Волині. Перші вірші почала писати у п'ятому класі. В 1969 році закінчила середню школу. Десять років була прикутою до ліжка внаслідок тяжкої хвороби.
В 1978 році переїхала на Кіровоградщину, того ж року стала членом літературного об'єднання «Вись». Закінчила Олександрійське культурно-освітнє училище. Друкувалась в обласній та республіканській пресі, альманахах «Вітрила-79», «Вітрила-81», «Надвисся». Працювала бібліотекарем у сільській, згодом — Новомиргородській районній та міській дитячій бібліотеках.
Лауреат літературної премії імені Юрія Яновського 1980 року за перші рукописні збірки поезій «Ритм серця» та «Любов перелита у пісню».
Проживає і працює в Новомиргороді, має двох синів.

## Збірки поезій
- Ритм серця (до 1980)
- Любов перелита у пісню (до 1980)
- Великобагацький зошит (1994)
- Книга серця (1994)
- Поминальний день весни (1994)
- Весняні мелодії (1996)
- Любов і грози (2002)
- Жива свіча моєї долі (2005)
- Мелодія душі (2009)